# Station Priesthill & Darnley
Priesthill & Darnley is een spoorwegstation van National Rail in Glasgow City in Schotland. Het station is eigendom van Network Rail en wordt beheerd door ScotRail.